# Prank and the City
Prank and the City è un programma televisivo italiano di genere candid camera, trasmesso da MTV Italia dal 2017.
Lo show vede protagonisti e autori i theShow. La sigla del programma è stata realizzata dal rapper milanese Jake La Furia.